# Colorado Avalanche
Colorado Avalanche – amerykański klub hokejowy z siedzibą w Denver (Kolorado), występujący w lidze NHL.

## Historia
Drużyna została założona w 1972 roku, w Quebecu pod nazwą Quebec Nordiques. W 1995 roku nazwę przemianowano na Colorado Avalanche, a drużyna przeprowadziła się do obecnej siedziby w amerykańskim Denver. Do tej pory trzykrotnie w sezonach: 1995/1996, 2000/2001 i 2021/2022 zdobyli Puchar Stanleya, aż jedenastokrotnie zwyciężali w dywizji i trzykrotnie w konferencji.
Zespół posiada afiliacje w postaci klubów farmerskich w niższych ligach. Tę funkcję pełnią Colorado Eagles w lidze AHL oraz Utah Grizzlies w rozgrywkach ECHL.
Obecną halą zespołu jest Ball Arena (otwarta 1 października 1999), do której przenieśli się w sezonie 1999/2000. Wcześniej mecze lawin były rozgrywane w McNichols Sports Arena.

## Osiągnięcia

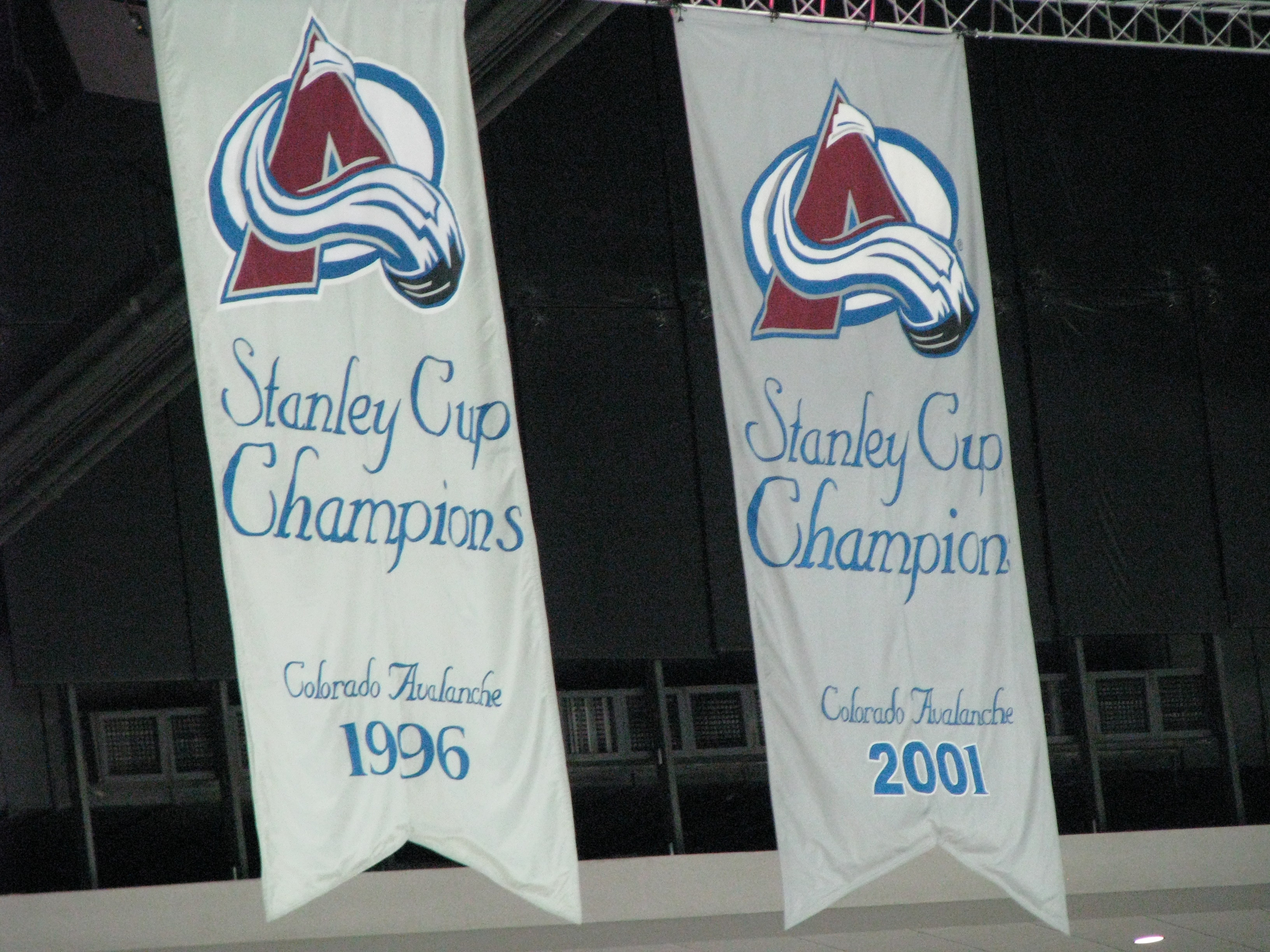
Szarfy na lodowisku klubu honorujące lata zdobycia Pucharu Stanleya.

- Puchar Stanleya: 1996, 2001, 2022
- Clarence S. Campbell Bowl: 1996, 2001, 2022
- Mistrzostwo konferencji: 1996, 2001, 2022
- Mistrzostwo dywizji: 1996, 1997, 1998, 1999, 2000, 2001, 2002, 2003, 2014, 2021, 2022
- Presidents’ Trophy: 1997, 2001, 2021
- Rekordy wszech czasów NHL: największa zdobycz punktowa w sezonie zasadniczym zdobyta przez drużynę, która nie awansowała do playoff – 95 punktów w sezonie 2006/2007

## Sezon po sezonie
| Ostatnie sezony | Ostatnie sezony | Ostatnie sezony | Ostatnie sezony | Ostatnie sezony | Ostatnie sezony | Ostatnie sezony | Ostatnie sezony | Ostatnie sezony | Ostatnie sezony | Ostatnie sezony | Ostatnie sezony | Ostatnie sezony | Ostatnie sezony                               |
| Sezon           | Konferencja     | Miejsce         | Dywizja         | Miejsce         | Mecze           | Z               | P               | R               | PK              | Pkt             | ZB              | SB              | Wyniki play-off                               |
| --------------- | --------------- | --------------- | --------------- | --------------- | --------------- | --------------- | --------------- | --------------- | --------------- | --------------- | --------------- | --------------- | --------------------------------------------- |
|                 |                 |                 |                 |                 |                 |                 |                 |                 |                 |                 |                 |                 |                                               |
| 2019–20         | Zachodnia       | 2               | Centralna       | 2               | 701             | 42              | 20              | –               | 8               | 92              | 237             | 191             | Zwycięstwo z Coyotes 4-1 Porażka ze Stars 3-4 |
|                 |                 |                 |                 |                 |                 |                 |                 |                 |                 |                 |                 |                 |                                               |
| 2018–19         | Zachodnia       | 8               | Centralna       | 5               | 82              | 38              | 30              | –               | 14              | 90              | 260             | 246             | Zwycięstwo z Flames 4-1 Porażka z Sharks 3-4  |
|                 |                 |                 |                 |                 |                 |                 |                 |                 |                 |                 |                 |                 |                                               |
| 2017–18         | Zachodnia       | 8               | Centralna       | 4               | 82              | 43              | 30              | –               | 9               | 95              | 257             | 237             | Porażka z Predators 2-4                       |
|                 |                 |                 |                 |                 |                 |                 |                 |                 |                 |                 |                 |                 |                                               |
| 2016–17         | Zachodnia       | 14              | Centralna       | 7               | 82              | 22              | 56              | –               | 4               | 48              | 166             | 278             | Nie zakwalifikowała się                       |
|                 |                 |                 |                 |                 |                 |                 |                 |                 |                 |                 |                 |                 |                                               |
| 2015–16         | Zachodnia       | 9               | Centralna       | 6               | 82              | 39              | 39              | –               | 4               | 82              | 216             | 240             | Nie zakwalifikowała się                       |

| Sezony od 2010/2011 do 2014/2015 | Sezony od 2010/2011 do 2014/2015 | Sezony od 2010/2011 do 2014/2015 | Sezony od 2010/2011 do 2014/2015 | Sezony od 2010/2011 do 2014/2015 | Sezony od 2010/2011 do 2014/2015 | Sezony od 2010/2011 do 2014/2015 | Sezony od 2010/2011 do 2014/2015 | Sezony od 2010/2011 do 2014/2015 | Sezony od 2010/2011 do 2014/2015 | Sezony od 2010/2011 do 2014/2015 | Sezony od 2010/2011 do 2014/2015 | Sezony od 2010/2011 do 2014/2015 | Sezony od 2010/2011 do 2014/2015 |
| Sezon                            | Konferencja                      | Miejsce                          | Dywizja                          | Miejsce                          | Mecze                            | Z                                | P                                | R                                | PK                               | Pkt                              | ZB                               | SB                               | Wyniki play-off                  |
| -------------------------------- | -------------------------------- | -------------------------------- | -------------------------------- | -------------------------------- | -------------------------------- | -------------------------------- | -------------------------------- | -------------------------------- | -------------------------------- | -------------------------------- | -------------------------------- | -------------------------------- | -------------------------------- |
|                                  |                                  |                                  |                                  |                                  |                                  |                                  |                                  |                                  |                                  |                                  |                                  |                                  |                                  |
| 2014–15                          | Zachodnia                        | 11                               | Centralna                        | 7                                | 82                               | 39                               | 31                               | –                                | 12                               | 90                               | 219                              | 227                              | Nie zakwalifikowała się          |
|                                  |                                  |                                  |                                  |                                  |                                  |                                  |                                  |                                  |                                  |                                  |                                  |                                  |                                  |
| 2013–14                          | Zachodnia                        | 2                                | Centralna                        | 1                                | 82                               | 52                               | 22                               | –                                | 8                                | 112                              | 248                              | 217                              | Porażka z Wild 3-4               |
|                                  |                                  |                                  |                                  |                                  |                                  |                                  |                                  |                                  |                                  |                                  |                                  |                                  |                                  |
| 2012–13                          | Zachodnia                        | 15                               | Północno-Zachodnia               | 5                                | 48                               | 16                               | 25                               | –                                | 7                                | 39                               | 116                              | 152                              | Nie zakwalifikowała się          |
|                                  |                                  |                                  |                                  |                                  |                                  |                                  |                                  |                                  |                                  |                                  |                                  |                                  |                                  |
| 2011–12                          | Zachodnia                        | 11                               | Północno-Zachodnia               | 3                                | 82                               | 41                               | 35                               | –                                | 6                                | 88                               | 208                              | 220                              | Nie zakwalifikowała się          |
|                                  |                                  |                                  |                                  |                                  |                                  |                                  |                                  |                                  |                                  |                                  |                                  |                                  |                                  |
| 2010–11                          | Zachodnia                        | 14                               | Północno-Zachodnia               | 4                                | 82                               | 30                               | 44                               | –                                | 8                                | 68                               | 227                              | 288                              | Nie zakwalifikowała się          |

| Sezony od 1995/1996 do 2009/2010 | Sezony od 1995/1996 do 2009/2010     | Sezony od 1995/1996 do 2009/2010     | Sezony od 1995/1996 do 2009/2010     | Sezony od 1995/1996 do 2009/2010     | Sezony od 1995/1996 do 2009/2010     | Sezony od 1995/1996 do 2009/2010     | Sezony od 1995/1996 do 2009/2010     | Sezony od 1995/1996 do 2009/2010     | Sezony od 1995/1996 do 2009/2010     | Sezony od 1995/1996 do 2009/2010     | Sezony od 1995/1996 do 2009/2010     | Sezony od 1995/1996 do 2009/2010     | Sezony od 1995/1996 do 2009/2010                                                                          |
| Sezon                            | Konferencja                          | Miejsce                              | Dywizja                              | Miejsce                              | Mecze                                | Z                                    | P                                    | R                                    | PK                                   | Pkt                                  | ZB                                   | SB                                   | Wyniki play-off                                                                                           |
| -------------------------------- | ------------------------------------ | ------------------------------------ | ------------------------------------ | ------------------------------------ | ------------------------------------ | ------------------------------------ | ------------------------------------ | ------------------------------------ | ------------------------------------ | ------------------------------------ | ------------------------------------ | ------------------------------------ | --- |
|                                  |                                      |                                      |                                      |                                      |                                      |                                      |                                      |                                      |                                      |                                      |                                      |                                      | |
| 2009–10                          | Zachodnia                            | 8                                    | Północno-Zachodnia                   | 2                                    | 82                                   | 43                                   | 30                                   | –                                    | 9                                    | 95                                   | 244                                  | 233                                  | Porażka z Sharks 2-4                                                                                      |
|                                  |                                      |                                      |                                      |                                      |                                      |                                      |                                      |                                      |                                      |                                      |                                      |                                      | |
| 2008–09                          | Zachodnia                            | 15                                   | Północno-Zachodnia                   | 5                                    | 82                                   | 32                                   | 45                                   | –                                    | 5                                    | 69                                   | 199                                  | 257                                  | Nie zakwalifikowała się                                                                                   |
|                                  |                                      |                                      |                                      |                                      |                                      |                                      |                                      |                                      |                                      |                                      |                                      |                                      | |
| 2007–08                          | Zachodnia                            | 6                                    | Północno-Zachodnia                   | 2                                    | 82                                   | 44                                   | 31                                   | –                                    | 7                                    | 95                                   | 231                                  | 219                                  | Zwycięstwo z Wild 4-2 Porażka z Red Wings 0-4                                                             |
|                                  |                                      |                                      |                                      |                                      |                                      |                                      |                                      |                                      |                                      |                                      |                                      |                                      | |
| 2006–07                          | Zachodnia                            | 9                                    | Północno-Zachodnia                   | 4                                    | 82                                   | 44                                   | 31                                   | –                                    | 7                                    | 95                                   | 272                                  | 251                                  | Nie zakwalifikowała się                                                                                   |
|                                  |                                      |                                      |                                      |                                      |                                      |                                      |                                      |                                      |                                      |                                      |                                      |                                      | |
| 2005–06                          | Zachodnia                            | 7                                    | Północno-Zachodnia                   | 2                                    | 82                                   | 43                                   | 30                                   | –                                    | 9                                    | 95                                   | 283                                  | 257                                  | Zwycięstwo ze Stars 4-1 Porażka z Mighty Ducks 0-4                                                        |
|                                  |                                      |                                      |                                      |                                      |                                      |                                      |                                      |                                      |                                      |                                      |                                      |                                      | |
| 2004–05                          | sezon nie odbył się z powodu lokautu | sezon nie odbył się z powodu lokautu | sezon nie odbył się z powodu lokautu | sezon nie odbył się z powodu lokautu | sezon nie odbył się z powodu lokautu | sezon nie odbył się z powodu lokautu | sezon nie odbył się z powodu lokautu | sezon nie odbył się z powodu lokautu | sezon nie odbył się z powodu lokautu | sezon nie odbył się z powodu lokautu | sezon nie odbył się z powodu lokautu | sezon nie odbył się z powodu lokautu | sezon nie odbył się z powodu lokautu                                                                      |
|                                  |                                      |                                      |                                      |                                      |                                      |                                      |                                      |                                      |                                      |                                      |                                      |                                      | |
| 2003–04                          | Zachodnia                            | 4                                    | Północno-Zachodnia                   | 2                                    | 82                                   | 40                                   | 22                                   | 13                                   | 7                                    | 100                                  | 236                                  | 198                                  | Zwycięstwo ze Stars 4-1 Porażka z Sharks 2-4                                                              |
|                                  |                                      |                                      |                                      |                                      |                                      |                                      |                                      |                                      |                                      |                                      |                                      |                                      | |
| 2002–03                          | Zachodnia                            | 3                                    | Północno-Zachodnia                   | 1                                    | 82                                   | 42                                   | 19                                   | 13                                   | 8                                    | 105                                  | 251                                  | 194                                  | Porażka z Wild 3-4                                                                                        |
|                                  |                                      |                                      |                                      |                                      |                                      |                                      |                                      |                                      |                                      |                                      |                                      |                                      | |
| 2001–02                          | Zachodnia                            | 2                                    | Północno-Zachodnia                   | 1                                    | 82                                   | 45                                   | 28                                   | 8                                    | 1                                    | 99                                   | 212                                  | 169                                  | Zwycięstwo z Kings 4-3 Zwycięstwo z Sharks 4-3 Porażka z Red Wings 3-4                                    |
|                                  |                                      |                                      |                                      |                                      |                                      |                                      |                                      |                                      |                                      |                                      |                                      |                                      | |
| 2000–01                          | Zachodnia                            | 1                                    | Północno-Zachodnia                   | 1                                    | 82                                   | 52                                   | 16                                   | 10                                   | 4                                    | 118                                  | 270                                  | 192                                  | Zwycięstwo z Canucks 4-0 Zwycięstwo z Kings 4-3 Zwycięstwo z Blues 4-1 Zwycięstwo z Devils 4-3            |
|                                  |                                      |                                      |                                      |                                      |                                      |                                      |                                      |                                      |                                      |                                      |                                      |                                      | |
| 1999–00                          | Zachodnia                            | 3                                    | Północno-Zachodnia                   | 1                                    | 82                                   | 42                                   | 28                                   | 11                                   | 1                                    | 96                                   | 233                                  | 201                                  | Zwycięstwo z Coyotes 4-1 Zwycięstwo z Red Wings 4-1 Porażka ze Stars 3-4                                  |
|                                  |                                      |                                      |                                      |                                      |                                      |                                      |                                      |                                      |                                      |                                      |                                      |                                      | |
| 1998–99                          | Zachodnia                            | 2                                    | Północno-Zachodnia                   | 1                                    | 82                                   | 44                                   | 28                                   | 10                                   | –                                    | 98                                   | 239                                  | 205                                  | Zwycięstwo z Sharks 4-2 Zwycięstwo z Red Wings 4-2 Porażka ze Stars 3-4                                   |
|                                  |                                      |                                      |                                      |                                      |                                      |                                      |                                      |                                      |                                      |                                      |                                      |                                      | |
| 1997–98                          | Zachodnia                            | 2                                    | Pacyficzna                           | 1                                    | 82                                   | 39                                   | 26                                   | 17                                   | –                                    | 95                                   | 231                                  | 205                                  | Porażka z Oilers 3-4                                                                                      |
|                                  |                                      |                                      |                                      |                                      |                                      |                                      |                                      |                                      |                                      |                                      |                                      |                                      | |
| 1996–97                          | Zachodnia                            | 1                                    | Pacyficzna                           | 1                                    | 82                                   | 49                                   | 24                                   | 9                                    | –                                    | 107                                  | 277                                  | 205                                  | Zwycięstwo z Blackhawks 4-2 Zwycięstwo z Oilers 4-1 Porażka z Red Wings 2-4                               |
|                                  |                                      |                                      |                                      |                                      |                                      |                                      |                                      |                                      |                                      |                                      |                                      |                                      | |
| 1995–96                          | Zachodnia                            | 2                                    | Pacyficzna                           | 1                                    | 82                                   | 47                                   | 25                                   | 10                                   | –                                    | 104                                  | 326                                  | 240                                  | Zwycięstwo z Canucks 4-2 Zwycięstwo z Blackhawks 4-2 Zwycięstwo z Red Wings 4-2 Zwycięstwo z Panthers 4-0 |
|                                  |                                      |                                      |                                      |                                      |                                      |                                      |                                      |                                      |                                      |                                      |                                      |                                      | |

Legenda:

Z = Zwycięstwa, P = Porażki, R = Remisy (do sezonu 2004/2005), PK = Przegrane po dogrywce lub karnych, Pkt = Punkty, ZB = Bramki zdobyte, SB = Bramki stracone
| Puchar Stanleya | Mistrz Konferencji | Mistrz Dywizji | Awans do play-off | Presidents’ Trophy |

- 1 Sezon zasadniczy ze względu na epidemię koronawirusa został przerwany, a następnie zakończony.

## Szkoleniowcy
- Marc Crawford (1995–1998)
- Bob Hartley (1998–2002)
- Tony Granato (2002–2004)
- Joel Quenneville (2005–2008)
- Tony Granato (2008–2009)
- Joe Sacco (2009−2013)
- Patrick Roy (2013–2016)[1][2]
- Jared Bednar (od 2016-[3])

## Zawodnicy

### Zastrzeżone numery
Zastrzeżone numery otrzymują zawodnicy, którzy szczególnie zasłużyli się dla klubu. Jak na razie klub z Denver zastrzegł sześć numerów (nie licząc numeru 99, zastrzeżonego przez całą ligę NHL). Ostatni jak dotąd zastrzeżony numer to 23, z którym grał czeski prawoskrzydłowy Milan Hejduk. Czech całą swoją karierę w NHL spędził grając dla Lawin. Ceremonia zastrzeżenia tego numeru odbyła się 6 stycznia 2018 r.
| #  | Zawodnik       | Pozycja         | Lata występów         |
| 19 | Joe Sakic      | Środkowy        | 1995-2009             |
| 21 | Peter Forsberg | Środkowy        | 1995-2004, 2008, 2011 |
| 23 | Milan Hejduk   | Prawoskrzydłowy | 1998–2004, 2005–2013  |
| 33 | Patrick Roy    | Bramkarz        | 1995–2003             |
| 52 | Adam Foote     | Obrońca         | 1995-2004, 2007–2011  |
| 77 | Ray Bourque    | Obrońca         | 2000–2001             |
| 99 | Wayne Gretzky* | Środkowy        | ---                   |

* Numer zastrzeżony w całej NHL. Banner z numerem '99'.

### Występy Wojtka Wolskiego
Przez pięć lat (2005–2010) zawodnikiem Colorado Avalanche był Polak, Wojtek Wolski. 2 marca 2010 roku został przekazany do Phoenix Coyotes, zaś za niego w ramach wymiany do Denver trafili zawodnicy z Phoenix – Peter Mueller oraz Kevin Porter.
Do transferu doszło, mimo że Wolski był jednym z najbardziej wyróżniających się graczy Colorado w sezonie 2009/2010. Do momentu transferu był również w czołówce klasyfikacji klubowych. W tymże sezonie zanotował w Colorado 47 pkt. w punktacji kanadyjskiej (za 17 goli i 30 asyst) w 62 meczach (otrzymał także 21 minut kar). W statystykach „+,-” uzyskał 15 pkt. W wewnątrzklubowej klasyfikacji był w momencie odejścia drugi pod względem liczby asyst (30), w punktacji kanadyjskiej (47) i strzałów (156) oraz na trzecim miejscu jako snajper (17).
W sumie w 302 meczach w barwach Colorado (a także wszystkich dotąd występów w NHL) zanotował bilans 193 pkt. w punktacji kanadyjskiej (za 73 gole i 120 asysty), na ławce kar spędził 81 minut. Dodatkowo uzyskał 9 pkt. w fazie
Play-off (3 gole i 6 asyst) w 15 występach.
W zaledwie 2 dni po przeprowadzeniu transferu do Coyotes, 4 marca 2010 roku, Wolski zadebiutował w nowym klubie, w meczu przeciwko swojej niedawnej drużynie Colorado Avalanche. Zdobył w nim swojego premierowego gola w barwach Phoenix, który był zarazem zwycięskim trafieniem w tym meczu.